# Aéroport Tjilik Riwut
L'aéroport Tjilik Riwut (IATA : PKY, ICAO : WAGG, précédemment WAOP), précédemment aéroport de Panarung, est l'aéroport de Palangkaraya, la capitale de la province de Kalimantan central, en Indonésie. Cet aéroport est nommé ainsi en hommage à Tjilik Riwut, deuxième gouverneur de la province.

## Situation
| Banda Aceh Denpasar Pangkal · Pinang Tanjung · Pandan Djakarta-Soekarno-Hatta Bengkulu Solo Semarang Pangkalan · Bun Palangkaraya Sampit Palu Djakarta-Halim Perdanakusuma Samarinda Malang Surabaya Balikpapan Ende Kupang Komodo Gorontalo Jambi Bandar Lampung Ambon Tarakan Ternate Manado Gunung · Sitoli Medan Wamena Biak Merauke Timika Jayapura Pekanbaru Batam Tanjung · Pinang Bau-Bau Banjarmasin Makassar Palembang Bandung Pontianak Ketapang Bima Lombok Manokwari Sorong Padang Yogyakarta |

## Compagnies aériennes et destinations
| Compagnies       | Destinations                                                                                     |
| ---------------- | ------------------------------------------------------------------------------------------------ |
| Aviastar         | Buntok, Muara Teweh, Puruk Cahu, Kuala Kurun, Tumbang Samba, Pangkalan Bun, Kuala Pembuang       |
| Batik Air        | Surabaya-Juanda, Yogyakarta-International                                                        |
| Citilink         | Surabaya-Juanda                                                                                  |
| Garuda Indonesia | Djakarta-S.-Hatta                                                                                |
| Lion Air         | Djakarta-S.-Hatta, Surabaya-Juanda                                                               |
| Susi Air         | Muara Teweh                                                                                      |
| TransNusa        | Balikpapan-Sultan-A.-M.-Sulaiman, Pangkalan Bun                                                  |
| Wings Air        | Balikpapan-Sultan-A.-M.-Sulaiman, Banjarmasin-Syamsudin Noor, Makassar-Sultan-Hasanuddin, Sampit |

Édité le 07/10/2019